# Providentia
Nell'antica religione romana la Providentia è la personificazione divina dell'abilità di prevedere il futuro. Rappresentava una delle virtù romane che facevano parte del culto imperiale. La Providentia fu anche rappresentata nell'arte romana, nella monetazione, nella letteratura latina, non ricoprendo un ruolo determinante nella mitologia romana.
Providentia era un'importante astrazione morale e filosofica nell'antica Roma. Cicerone diceva che rappresentava una delle tre maggiori componenti della prudentia, ovvero "la conoscenza delle cose buone, cattive o neutre" insieme alla memoria ed alla intellegentia. La parola latina fu inoltre all'origine del concetto Cristiano della divina provvidenza.

## Culto Imperiale
In seguito alla morte di Augusto, il suo successore Tiberio, fece erigere un altare dedicato alla Providentia Augusta, riconoscendo i grandi meriti del padre-adottivo, dove la divinità della providentia si era manifestata nelle sue disposizioni a favore della Res publica. Il culto di Augusto era riconducibile anche alle divinità di Pace, Giustizia e Concordia durante l'epoca imperiale. Epiteti tradizionali invocavano una divinità all'interno di una sfera funzionale specifica, dichiarandone il loro potere. Il titolo di Augusta riguardava la forza di questa divinità strettamente collegata alla figura divina dell'Imperatore romano, Augusto.
| Tiberio e la Providentia | Tiberio e la Providentia                                      | Tiberio e la Providentia                                       | Tiberio e la Providentia                                                              | Tiberio e la Providentia | Tiberio e la Providentia                | Tiberio e la Providentia |
| Immagine                 | Valore                                                        | Dritto                                                         | Rovescio                                                                              | Datazione                | Peso; diametro                          | Catalogazione            |
| ------------------------ | ------------------------------------------------------------- | -------------------------------------------------------------- | ------------------------------------------------------------------------------------- | ------------------------ | --------------------------------------- | ------------------------ |
|                          | Æ asse che celebra il divo Augusto, padre adottivo di Tiberio | DIVVS AVGVSTVS PATER, testa radiata di Augusto verso sinistra; | Altare dedicato alla Providentia Augusti; in basso la scritta PROVIDENT, ai lati S C; | 22/23-30                 | 31 mm, 11.20 gr (zecca di Roma antica); | RIC I, 81 (Tiberio).     |

Nel 31, dopo l'arresto e condanna di Seiano da parte di Tiberio, il culto delle Virtù romane ebbe un ruolo fondamentale nella propaganda che presentava la restaurazione dell'ordine imperiale come il ritorno ad un governo costituzionale. Sacrifici furono offerti alla Providentia, insieme alle divinità di "Salute" (Salus), "Libertà" (Libertas) ed al "Genio" (Genius). La Providentia divenne anche una carica sacerdotale, dedita ad onorarla. Durante la Congiura di Pisone contro Nerone, le pratiche religiose del 59 che servirono a purificare quanto accaduto contro la figura dell'Imperatore, includevano sacrifici fatti da parte degli Arvali a varie divinità, tra cui la stessa Providentia.

## Providentia nella monetazione imperiale
La Providentia apparve poi nella monetazione imperiale romana a partire da Vespasiano, poi con Traiano, Adriano, Antonino Pio, Commodo, Settimio Severo e Diocleziano. Ricordiamo che su una moneta dell'Imperatore Tito, era rappresentata la deificazione del padre Vespasiano il quale teneva un globo nella mano, tendendolo al figlio ed ai suoi successori, con la legenda Providentia Augusta. Altre monete di Nerva rappresentavano il Genius del Senato romano che teneva un globo e lo porgeva al nuovo imperatore, con la legenda Providentia Senatus."
Qui di seguito troviamo una moneta traianea, il cui significato era di augurio al nuovo imperatore perché fosse in grado di garantire e fornire adeguati benefici per il futuro al Populus Romanus intero.
| Traiano e la Providentia | Traiano e la Providentia | Traiano e la Providentia                                                                               | Traiano e la Providentia | Traiano e la Providentia | Traiano e la Providentia | Traiano e la Providentia        |
| Immagine                 | Valore                   | Dritto                                                                                                 | Rovescio | Datazione                | Peso; diametro           | Catalogazione                   |
| ------------------------ | ------------------------ | --- | --- | ------------------------ | ------------------------ | ------------------------------- |
|                          | Denario                  | IMP CAES NER Traiano OPTIMO AVG GER DAC, testa laureata a destra con drappeggio che cade sulle spalle. | PRO(videntia) AVG a metà moneta, P M TR P COS VI P P S P Q R, la Providentia è posta di fianco ad una colonna, con un globo terrestre ai suoi piedi e tiene uno scettro. | 115-116                  | 19 mm, 3.48 gr;          | RIC Traianus, II, 358; RSC 308. |

Nella religione romana, la Felicitas era una divinità dell'abbondanza, della ricchezza e del successo e presiedeva alla buona sorte. Il significato che acquista nella monetazione commodiana era di augurio al nuovo imperatore perché fosse in grado di garantire e fornire adeguati benefici per il futuro al Populus Romanus intero, secondo quanto gli aveva insegnato il padre, Marco, l'Imperatore filosofo.
| Celebrazione della Felicitas e della Providentia | Celebrazione della Felicitas e della Providentia | Celebrazione della Felicitas e della Providentia                              | Celebrazione della Felicitas e della Providentia | Celebrazione della Felicitas e della Providentia | Celebrazione della Felicitas e della Providentia | Celebrazione della Felicitas e della Providentia             |
| Immagine                                         | Valore                                           | Dritto                                                                        | Rovescio | Datazione                                        | Peso; diametro                                   | Catalogazione                                                |
| ------------------------------------------------ | ------------------------------------------------ | ----------------------------------------------------------------------------- | --- | ------------------------------------------------ | ------------------------------------------------ | ------------------------------------------------------------ |
|                                                  | Æ Sesterzio                                      | M COMM ANT P(ius) FEL(ix) AVG BRIT, testa laureata di Commodo verso destra;   | PM TR P XIII IMP VIII COS V P P, un Genio nudo in piedi verso destra, tiene una patera e spieghe di grano. | 188                                              | 18 mm, 3.46 gr, 12 h (zecca di Roma antica);     | RIC Commodus, III 167; MIR 18, 743-4/30; BMCRE 245; RSC 532. |
|                                                  | Æ Sesterzio                                      | L AEL AVREL CO MM AVG P(ius) FEL(ix), testa laureata di Commodo verso destra; | PROVID-ENTIAE AVG, l'Africa in piedi verso destra, indossa una pelle di elefante ed un leone ai piedi sulla destra, tiene un sistro e dona una spiga di grano ad Ercole in piedi verso sinistra, il quale ha il piede destro sulla prora di una nave e tiene una mazza appoggiata a delle rocce; S C in esergo. | 192                                              | 34 mm, 27.77 gr, 1 h (zecca di Roma antica);     | RIC Commodus, III 641; MIR 18, 861-6/30; Banti 355.          |

Un altro esempio lo troviamo nella monetazione dei Severi.
| Aspiranti al trono durante le guerre civili (193-197) | Aspiranti al trono durante le guerre civili (193-197) | Aspiranti al trono durante le guerre civili (193-197)                 | Aspiranti al trono durante le guerre civili (193-197)                                             | Aspiranti al trono durante le guerre civili (193-197) | Aspiranti al trono durante le guerre civili (193-197) | Aspiranti al trono durante le guerre civili (193-197)                              |
| Immagine                                              | Valore                                                | Dritto                                                                | Rovescio                                                                                          | Datazione                                             | Peso; diametro                                        | Catalogazione                                                                      |
| ----------------------------------------------------- | ----------------------------------------------------- | --------------------------------------------------------------------- | ------------------------------------------------------------------------------------------------- | ----------------------------------------------------- | ----------------------------------------------------- | ---------------------------------------------------------------------------------- |
|                                                       | aureo                                                 | IMP CAES P HELV PERTIN AVG, testa di Pertinace laureata verso destra; | PROVID DEOR COS II, la Providentia in piedi verso sinistra, alza la mano destra verso una stella. | 193.                                                  | 20 mm, 7.25 gr, 12 h (zecca di Roma antica);          | RIC Pertinax, IV 11a; Woodward, Pertinax, dies 5/F; Calicó 2389; BMCRE 11. RSC 43. |